# Лоцманская Каменка
Лоцманская Каменка (укр. Лоцманська Кам’янка) — бывшее село, входящее в юго-восточную часть города Днепр. На западе граничит с запорожским селом Мандрыковка, на юге граничит с казацким городком Старые Кодаки. В западной части селения построены жилые массивы Победа-5 и Победа-6.

## История
Каменка — посёлок лоцманов — проводников судов через днепровские пороги. Эта местность была заселена со строительством крепости Кодак в середине XVII века. Также при строительстве Южного моста через Днепр в центре Каменки на холме были проведены археологические раскопки, которые обнаружили следы древнего поселения.
Устойчивое заселение местности началось с 1750 года, когда по приказу Запорожского Коша сюда перевели часть лоцманов из Ненасытецкой береговой стражи — «гребной флотилии».
По приказу Потемкина полковник Леонтий Фалей организовал судоходство через пороги, проводить лодки через которые согласилось 42 человека. В 1787 году в селе уже насчитывалось 120 лоцманов.
После проведения 80 судов Екатерины II через пороги Потёмкин предложил поселить на государственные средства 121 лоцмана в Каменке, после чего она стала называться Лоцманская Каменка (существовало ещё Каменское, которое впоследствии стало городом). Они были освобождены от налогов и воинской повинности, им был установлен оклад 25 рублей в год.
В 1811 году в лоцманы были зачислены все жители сёл Каменка и Кодак от 20 до 60 лет.
В 1794 году в селе построили церковь, которую отстроили заново в 1874 году. В 1872 году в Каменке проживало 2022 человека. А в 1908 община построила двухклассную земскую школу.
В 1911 году на территории села был снят первый полнометражный фильм украинского производства. Актёрами массовки стали жители села Лоцманская Каменка и Старые Кодаки — потомки запорожских казаков и днепровских лоцманов.
В 1932 года из-за поднятия уровня Днепра и затоплением днепровских порогов профессия лоцмана исчезла. Только в 1941—1946 годах, когда днепровские пороги вновь появились после разрушения Днепрогэса, возникла потребность в лоцманах. Но когда Днепрогэс отстроили — о них снова забыли.
С начала 1970-х годов часть посёлка была перепланирована под жилой массив Победа, а к 2000 году был построен Южный мост, который отнял у села территорию в несколько усадеб.
В селе были открыты[когда?] Народный музей лоцманов и музей А. Ф. Фёдорова.

## Известные уроженцы
В 1901 году в селе родился Алексей Фёдорович Фёдоров — партизан времён Великой Отечественной войны, генерал-майор, дважды Герой Советского Союза, министр социального обеспечения Украины. В селе находится музей и клуб его имени.
В 1911 году в селе родился Григорий Омельченко — «последний днепровский лоцман». Издал книгу о лоцманах.
В 1918 году в селе родился Иван Павлович Казанец — глава правительства УССР (1963-65), министр чёрной металлургии СССР (1965-85).